# Emmett Cullen
[cita requerida]
Emmett McCarty Cullen, más conocido como Emmett Cullen es un personaje ficticio creado por Stephenie Meyer en las novelas Crepúsculo,  Luna Nueva,  Eclipse, y  Amanecer.

## Biografía
Emmett McCarty nació en 1915 en Tennessee. En 1935 estaba cazando en las montañas de Tennessee cuando fue atacado por un oso. Estaba muy grave y a punto de morir cuando Rosalie lo  encontró. Y le llevó a casa para que Carlisle le transformara. Emmett describe la experiencia de la conversión como el ser salvado por un ángel de Dios y que fue salvado por un ángel. Alguna que otra vez ha recaído en la tentación de la sangre humana, pero es, igualmente, respetuoso de los humanos.
Emmett y Rosalie llevan juntos desde que ella lo salvó. Su relación es la más física de la familia Cullen, pero están muy enamorados y se han casado en diversas ocasiones, ya que disfruta con ese tipo de ceremonias y las lunas de miel, e intentan llevar una vida más normal y humana, de la misma manera que cada cierto tiempo viven lejos de su familia como una pareja normal. Ve a Rosalie como su ángel y la ama más que a nada, le concede todos sus caprichos y es el único con quien Rosalie se puede mostrar completamente dulce.

## Apariencia
Su pelo es oscuro.  Sus ojos pueden variar de negro a dorado. Es alto, grande y con una fuerza sobrenatural. Es increíblemente pálido. Es fuerte, tan musculoso que podría parecer un verdadero levantador de pesas. Tiene veinte años pero su aspecto no es muy juvenil.
Le gusta cazar osos como un acto revanchista por su muerte humana y desafiar a Jasper (tienen entre ellos varias apuestas) y a Edward a constantes retos y pulsos, aunque alega que este último y Alice son unos tramposos.
Es una persona muy graciosa, ya que siempre se ríe cuando no es el mejor momento. Es indiscreto, jovial, juguetón y burlón, le encantan los retos, los partidos de fútbol y hacer cosas emocionantes; es el hermano favorito de Edward.
Al principio Bella lo ve como un estudiante de universidad o incluso un profesor que podría dar clases en la escuela de Forks.

## Habilidades
A diferencia de sus hermanos adoptivos, Emmett carece de una habilidad especial distintiva (como son la lectura de mentes de Edward, la capacidad de ver el Futuro de Alice o el poder dominar las emociones de Jasper), pero a pesar de esto posee una Fuerza física superior a la de todos sus hermanos excepto de  Bella  durante el periodo neófito.

## Relaciones
Rosalie es la esposa de Emmett y el verdadero amor de su vida desde que ella le salvó cuando él estuvo a punto de morir ante sus propios ojos. Se han casado en numerosas ocasiones para contentar a Rosalie, ya que a ella le encantan las lunas de miel, e intentar llevar una vida más normal y humana, de la misma manera que cada cierto tiempo viven lejos de su familia como una pareja normal. Sus relaciones maritales se dice que son bastante salvajes. En Amanecer se sabe que destruyeron varias casas manteniendo relaciones sexuales, y, al parecer, este hecho le enorgullece.